# William Gopallawa
William Gopallawa (syng. විලියම් ගොපල්ලව, tamil. வில்லியம் கோபள்ளவா, ur. 17 września 1897, zm. 31 stycznia 1981) – polityk lankijski, gubernator generalny Cejlonu od 2 marca 1962 do 22 maja 1972. Prezydent Sri Lanki od 22 maja 1972 do 4 lutego 1978.